# Mozarthaus St. Gilgen

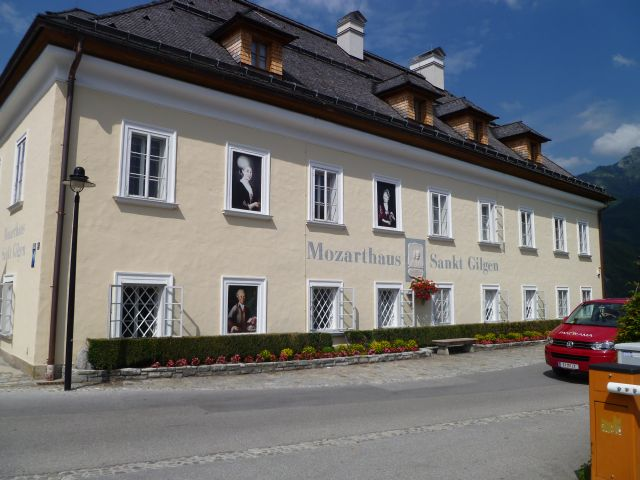
Mozarthaus St. Gilgen

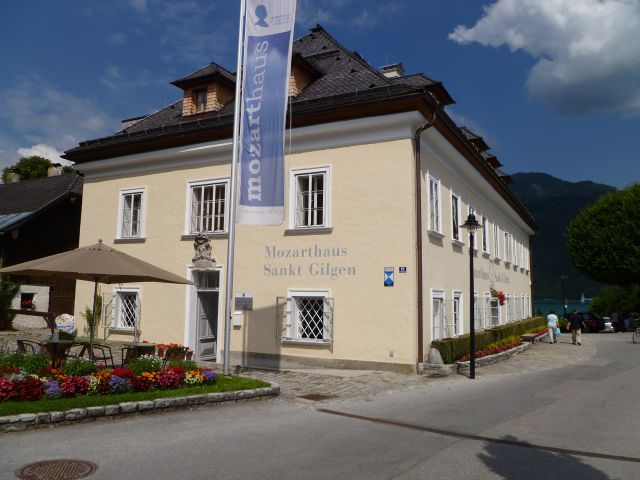
Mozarthaus St. Gilgen

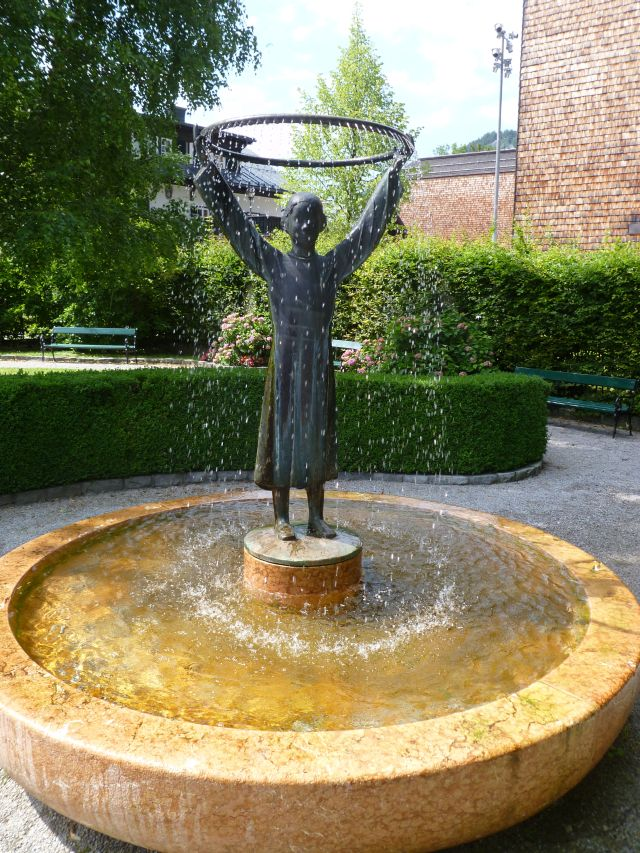
Brunnen mit einer Bronzestatue der Mutter Mozarts als Kind von Toni Schneider-Manzell

Das Mozarthaus St. Gilgen ein denkmalgeschütztes Gebäude in St. Gilgen im  Salzburger Salzkammergut, das der Erinnerung an die Mutter (Anna Maria Walburga Mozart, geborene Pertl) und die ältere Schwester von Wolfgang Amadeus Mozart (Maria Anna Ignatia, genannt Nannerl) gewidmet ist.  

## Geschichte
Die jetzige Gedenkstätte ist in dem ehemaligen Pfleggericht St. Gilgen eingerichtet. Bereits 1569 wird das Gebäude urkundlich erwähnt, 1691 zog hier das Pflegegericht ein. Der Großvater Mozarts mütterlicherseits, Wolfgang Nikolaus Pertl, ließ als „salzburgischer Pflegekommissarius“ das Gebäude zwischen 1718 und 1720 neu errichten. Der heutige Bau wurde von Sebastian Stumpfegger aufgeführt, das Wappen oberhalb des Eingangsportals schuf Wolf Weissenkhürchner und enthält ein Chronogramm auf das Jahr 1720. Die Inschrift lautet:

„aeDes Istas antehaC rVInosas fVnDItVs reaeDIflCat FRANC. Ant. A(rchiepiscopus) P(rinceps) S(alisburgensis) S(abctae) S(edis) A(postolicae) L(egatus) S(acri) R(omani) I(mperii) P(rinceps) ab Harrach '“

In diesem Haus wurde Mozarts Mutter am 25. Dezember 1720 geboren. Nach dem Tod ihres Vaters zog Anna Maria Pertl 1724 nach Salzburg um. Hier heiratete sie 1747 den späteren Vater von Wolfgang Amadeus Mozart Leopold. Da die Schwester Mozarts, Anna Maria, genannt „Nannerl“, 1784 den Amtsnachfolger ihres Großvaters, den zweifachen Witwer Johann Baptist Freiherr von Berchtold zu Sonnenburg, geheiratet hatte, kehrte diese 1784 in das Pflegegericht von St. Gilgen zurück. Sie lebte hier bis zum Tode ihres Gatten am 26. Februar 1801 und verließ dann St. Gilgen, um nach Salzburg zu ziehen. Wolfgang Amadeus hat hingegen nie das Geburtshaus seiner Mutter bzw. das Wohnhaus seiner Schwester besucht. 
Die Berührungspunkte St. Gilgens mit der Familie Mozart waren im 19. Jahrhundert in Vergessenheit geraten. 1905 fand der Richter Anton Matzig auf dem Dachboden des Bezirksgerichts alte Akten und rekonstruierte die Beziehungen zwischen dem Haus und der berühmten Musikerfamilie. Matzig veranlasste auch, dass der Wiener Bildhauer Jakob Gruber eine Relieftafel mit den Köpfen Nannerls und ihrer Mutter schuf, die am 16. August 1906 eingeweiht wurde und auch heute noch am Haus angebracht ist. 
Das Haus ist seit 2005 im Besitz des Kulturvereins Mozartdorf St. Gilgen, 2007 wurde es unter Denkmalschutz gestellt. 2008 bis 2024 war hier die Dauerausstellung „Anna Maria Mozart, genannt Nannerl, eine Künstlerin am Wolfgangsee“ untergebracht. Das Haus ist einer der ersten Mansardenbauten im Salzburger Land; der Anbau im Westen stammt von 1759. 1991 wurde neben dem Haus ein Marmorbrunnen von Toni Schneider-Manzell errichtet, dessen Bronzefigur ein Kind und mit einem Wasser speienden Reif darstellt, das an Mozarts Mutter als Kind erinnern soll. 
Neben der Nutzung als Kultur- und Eventlocation ist in dem Haus auch der Sitz des Kammerorchesters M. A. Mozart St. Gilgen. Konzerte finden im sogenannten Falkensteinsaal statt; auch kann das Haus sowie der große Garten am See für Seminare, Hochzeiten, Geburtstags- oder Jubiläumsfeiern gemietet werden.